# Giglistock
Giglistock är en bergstopp i Schweiz.   Den ligger i distriktet Interlaken-Oberhasli och kantonen Bern, i den centrala delen av landet, 80 km öster om huvudstaden Bern. Toppen på Giglistock är 2 900 meter över havet, eller 237 meter över den omgivande terrängen. Bredden vid basen är 2,0 km.
Terrängen runt Giglistock är huvudsakligen mycket bergig. Närmaste större samhälle är Engelberg, 12,4 km norr om Giglistock. 
Trakten runt Giglistock är permanent täckt av is och snö. Runt Giglistock är det mycket glesbefolkat, med 5 invånare per kvadratkilometer.